# Bonoufla
Bonoufla est une localité de l'ouest de la Côte d'Ivoire, et appartenant au département de Vavoua, dans la Région du Haut-Sassandra. La localité de Bonoufla est un chef-lieu de commune.